# Șendreni
Șendreni là một xã thuộc hạt Galați, România. Dân số thời điểm năm 2002 là 3161 người.